# Dermatodothella multiseptata
Dermatodothella multiseptata — вид грибів, що належить до монотипового роду  Dermatodothella.